# Putokaz (Zagreb)
Putokaz, časopis muslimanskih Hrvata za društvena i književna pitanja. Pokrenuli su ga 1937. mladi intelektualci Hrvati muslimani iz Bosne Skender Kulenović, Hasan Kikić i Safet Krupić. Izlazio je u Zagrebu od veljače 1937. do travnja 1939. godine. Deklarativno mjesečni, izlazio je u dvobrojima i trobrojima. Odgovorni urednik bio je Šukrija Huskić, koji je bio i izdavač i vlasnik. Pokretači su bili lijevoga političkoga usmjerenja. Putokaz je bio revolucionarne orijentacije, namijenjen „naprednoj, duhovnoj orijantaciji muslimana”. Suradnici su uz osnivače bili Zija Dizdarević, Rizo Ramić, Derviš Imamović, Hamid Dizdar i drugi. Kikić je pisao pod pseudonimom Alija Korjenić. Cijena primjerka bila je 4 dinara.